# Piotr Johansson
Damian Piotr Johansson, född 28 februari 1995 i Gorlice, Polen, är en svensk fotbollsspelare som spelar för allsvenska Djurgårdens IF.

## Karriär
Johanssons moderklubb är Skurups AIF, där han började spela som sexåring. Som 15-åring skrev han 2010 på för Malmö FF. Han var sedan med i den trupp som vann pojkallsvenskan 2012; detta efter att ha besegrat IF Elfsborg med 3–2 i finalen.
Johansson gjorde sin A-lagsdebut för Malmö FF i juni 2014 i en träningsmatch mot FK Partizan och månaden efter skrev han på ett lärlingskontrakt med klubbens A-lag. Han debuterade i Allsvenskan den 12 juli 2014 mot Åtvidabergs FF i en match som slutade med en 3–0-vinst när Johansson byttes in mot hattrickskytten Emil Forsberg i den 82:a minuten.
I mars 2015 lånades Johansson ut till Superettan-klubben Ängelholms FF över säsongen. Han spelade här 22 matcher och gjorde sex mål under säsongen i Superettan. I december samma år förlängdes kontraktet med MFF med ytterligare tre år. I juni 2016 lånades dock Johansson ut till Östersunds FK för resten av säsongen.
I januari 2017 skrev Johansson ett treårskontrakt med Gefle IF. Här blev det drygt 50 matcher och 7 mål i Superettan innan Johansson i december 2018 värvades av allsvenska Kalmar FF på ett kontrakt gällande över tre år. Under säsongen 2020 var han klubbens poängbästa spelare i Allsvenskan med fyra mål och tre assist. Under säsongen 2021 gjorde Johansson fem assist på 29 matcher för Kalmar. Efter säsongen skrev han på ett fyraårigt kontrakt med Djurgårdens IF.

## Statistik

### Klubblag
| Klubb                          | Säsong         | Liga           | Liga    | Liga | Liga   | Nationell cup | Nationell cup | Nationell cup | Internationell cup | Internationell cup | Internationell cup | Totalt  | Totalt | Totalt |
| Klubb                          | Säsong         | Division       | Matcher | Mål  | Assist | Matcher       | Mål           | Assist        | Matcher            | Mål                | Assist             | Matcher | Mål    | Assist |
| ------------------------------ | -------------- | -------------- | ------- | ---- | ------ | ------------- | ------------- | ------------- | ------------------ | ------------------ | ------------------ | ------- | ------ | ------ |
| Malmö FF                       | 2014           | Allsvenskan    | 2       | 0    | 0      | 0             | 0             | 0             | 1                  | 0                  | 0                  | 3       | 0      | 0      |
| Malmö FF                       | 2016           | Allsvenskan    | 3       | 0    | 0      | 1             | 0             | 0             | 0                  | 0                  | 0                  | 4       | 0      | 0      |
| Malmö FF                       | Totalt         | Totalt         | 5       | 0    | 0      | 1             | 0             | 0             | 1                  | 0                  | 0                  | 7       | 0      | 0      |
| Ängelholms FF (lån)            | 2015           | Superettan     | 22      | 6    | 6      | 0             | 0             | 0             | —                  | —                  | —                  | 22      | 6      | 6      |
| Ängelholms FF (lån)            | Totalt         | Totalt         | 22      | 6    | 6      | 0             | 0             | 0             | —                  | —                  | —                  | 22      | 6      | 6      |
| Östersunds FK (lån)            | 2016           | Allsvenskan    | 7       | 0    | 0      | 1             | 0             | 0             | —                  | —                  | —                  | 8       | 0      | 0      |
| Östersunds FK (lån)            | Totalt         | Totalt         | 7       | 0    | 0      | 1             | 0             | 0             | —                  | —                  | —                  | 8       | 0      | 0      |
| Gefle IF                       | 2017           | Superettan     | 28      | 3    | 11     | 3             | 1             | 0             | —                  | —                  | —                  | 31      | 4      | 11     |
| Gefle IF                       | 2018           | Superettan     | 28      | 4    | 6      | 3             | 1             | 0             | —                  | —                  | —                  | 31      | 5      | 6      |
| Gefle IF                       | Totalt         | Totalt         | 56      | 7    | 17     | 6             | 2             | 0             | —                  | —                  | —                  | 62      | 9      | 17     |
| Kalmar FF                      | 2019           | Allsvenskan    | 19      | 0    | 2      | 0             | 0             | 0             | —                  | —                  | —                  | 19      | 0      | 2      |
| Kalmar FF                      | 2020           | Allsvenskan    | 23      | 4    | 3      | 3             | 0             | 0             | —                  | —                  | —                  | 26      | 4      | 3      |
| Kalmar FF                      | 2021           | Allsvenskan    | 29      | 0    | 5      | 3             | 0             | 0             | —                  | —                  | —                  | 32      | 0      | 5      |
| Kalmar FF                      | Totalt         | Totalt         | 71      | 4    | 10     | 6             | 0             | 0             | —                  | —                  | —                  | 77      | 4      | 10     |
| Djurgårdens IF                 | 2022           | Allsvenskan    | 28      | 0    | 1      | 6             | 2             | 1             | 12                 | 0                  | 1                  | 46      | 2      | 3      |
| Djurgårdens IF                 | 2023           | Allsvenskan    | 30      | 0    | 1      | 5             | 1             | 1             | 4                  | 0                  | 0                  | 39      | 1      | 2      |
| Djurgårdens IF                 | 2024           | Allsvenskan    | 12      | 0    | 1      | 6             | 0             | 0             | 0                  | 0                  | 0                  | 18      | 0      | 0      |
| Djurgårdens IF                 | Totalt         | Totalt         | 70      | 0    | 3      | 17            | 3             | 2             | 16                 | 0                  | 1                  | 103     | 3      | 5      |
| Hela karriären                 | Hela karriären | Hela karriären | 231     | 17   | 36     | 31            | 5             | 2             | 17                 | 0                  | 1                  | 279     | 22     | 38     |
| Senast uppdaterad 4 juni 2024. |                |                |         |      |        |               |               |               |                    |                    |                    |         |        |        |

### Landslag
| Landslag                        | År             | Totalt  | Totalt |
| Landslag                        | År             | Matcher | Mål    |
| ------------------------------- | -------------- | ------- | ------ |
| Sverige U17                     | 2010           | 2       | 0      |
| Sverige U17                     | 2011           | 10      | 1      |
| Sverige U17                     | 2012           | 5       | 1      |
| Sverige U17                     | Totalt         | 17      | 2      |
| Hela karriären                  | Hela karriären | 17      | 2      |
| Senast uppdaterad 20 mars 2024. |                |         |        |

### Webbkällor
- Piotr Johansson på Svenska Fotbollförbundets webbplats
- Piotr Johansson på Soccerway (engelska)